# 宮田由佳
宮田 由佳（みやた ゆか）は、日本の脚本家。

## 参加作品

### テレビアニメ
- 幻想魔伝 最遊記（2000年 - 2001年、制作進行）
- 旋風の用心棒（2001年 - 2002年、設定制作・制作進行）
- NARUTO -ナルト-（2002年 - 2007年、脚本・設定制作・文芸制作・制作進行）
  - NARUTO -ナルト- 疾風伝（2007年 - 2017年、脚本・文芸制作）
  - ロック・リーの青春フルパワー忍伝（2012年 - 2013年、脚本）
- ポケットモンスター サン&ムーン（2016年 - 2019年、脚本）
  - ポケットモンスター（2019年 - 、脚本）
- 黒執事 Book of Circus（2017年、脚本）
- コンビニカレシ（2017年、脚本）

### 劇場アニメ
- 劇場版 NARUTO -ナルト- 大活劇!雪姫忍法帖だってばよ!!（2004年、文芸・設定制作）
- 劇場版 NARUTO -ナルト- 大激突!幻の地底遺跡だってばよ（2005年、脚本）
- 劇場版 NARUTO -ナルト- 疾風伝（2007年、文芸）
- 劇場版 NARUTO -ナルト- 疾風伝 絆（2008年、文芸）
- 劇場版 NARUTO -ナルト- 疾風伝 火の意志を継ぐ者（2009年、文芸）
- 劇場版 NARUTO -ナルト- 疾風伝 ザ・ロストタワー（2010年、文芸）
- 劇場版 NARUTO -ナルト- ブラッド・プリズン（2011年、文芸）
- ROAD TO NINJA -NARUTO THE MOVIE-（2012年、脚本）